# Liste des exoplanètes découvertes grâce à HARPS
Cet article dresse la liste des exoplanètes découvertes grâce au spectrographe High Accuracy Radial velocity Planet Searcher (HARPS), ainsi que certaines confirmations et remises en cause annoncées grâce à cet instrument.

## Liste
En octobre 2009, la découverte de 32 exoplanètes additionnelles a été annoncée par l'ESO,, portant le total des planètes observées d'abord par HARPS à 75,.